# 加里·佩顿
蓋瑞·德韋恩·裴頓（英語：Gary Dwayne Payton，1968年7月23日—），美国前職業籃球運動員，主要擔任控球後衛角色，綽號手套（The Glove），擅長防守，是NBA史上得分第三多的控球後衛。他的球員生涯顛峰期是在NBA西雅圖超音速的13個賽季（1990年-2003年），期間於1995-1996賽季率隊贏得西區聯盟冠軍，並於1996年及2000年參加美國國家男子籃球隊，兩度贏得奧運男子籃球項目金牌。2003-2004年賽季與科比·布萊恩、俠客·歐尼爾、卡爾·馬龍在洛杉磯湖人組成F4，最終宣告崩解。2005-2006賽季於邁阿密熱火贏得職業生涯唯一的總冠軍。並於2013年入選奈史密斯籃球名人紀念堂。他的兒子蓋瑞·裴頓二世現效力於金州勇士。

## 早年生涯
披頓的高中時期與日後成為NBA球員格雷格·福斯特一起就讀奧克蘭的Skyline High School，隨後就讀於科瓦利斯的奧勒岡州立大學。在大學球隊經過四年球員生涯的洗禮，披頓成為這所大學史上最傑出的球員之一。他進入高年級後，甚至登上體育畫報雜誌的封面，並被評為1990年的最佳球員。他當選為全美國隊（1990年）及三次全太平洋十大學聯會球員，1987年當選為太平洋十大學聯會最佳新人。三次成為遠西經典賽的MBP以及9次成為10大學聯盟每週最佳球隊。他亦被提名為10大學聯盟十大球員。他畢業之時，他是校內得分、投射命中、3分球、助攻、抄截的記錄保持者，到現今2020才被Tres Tinkle打破。1996年他被選為OSU's體育名人堂。

## NBA生涯

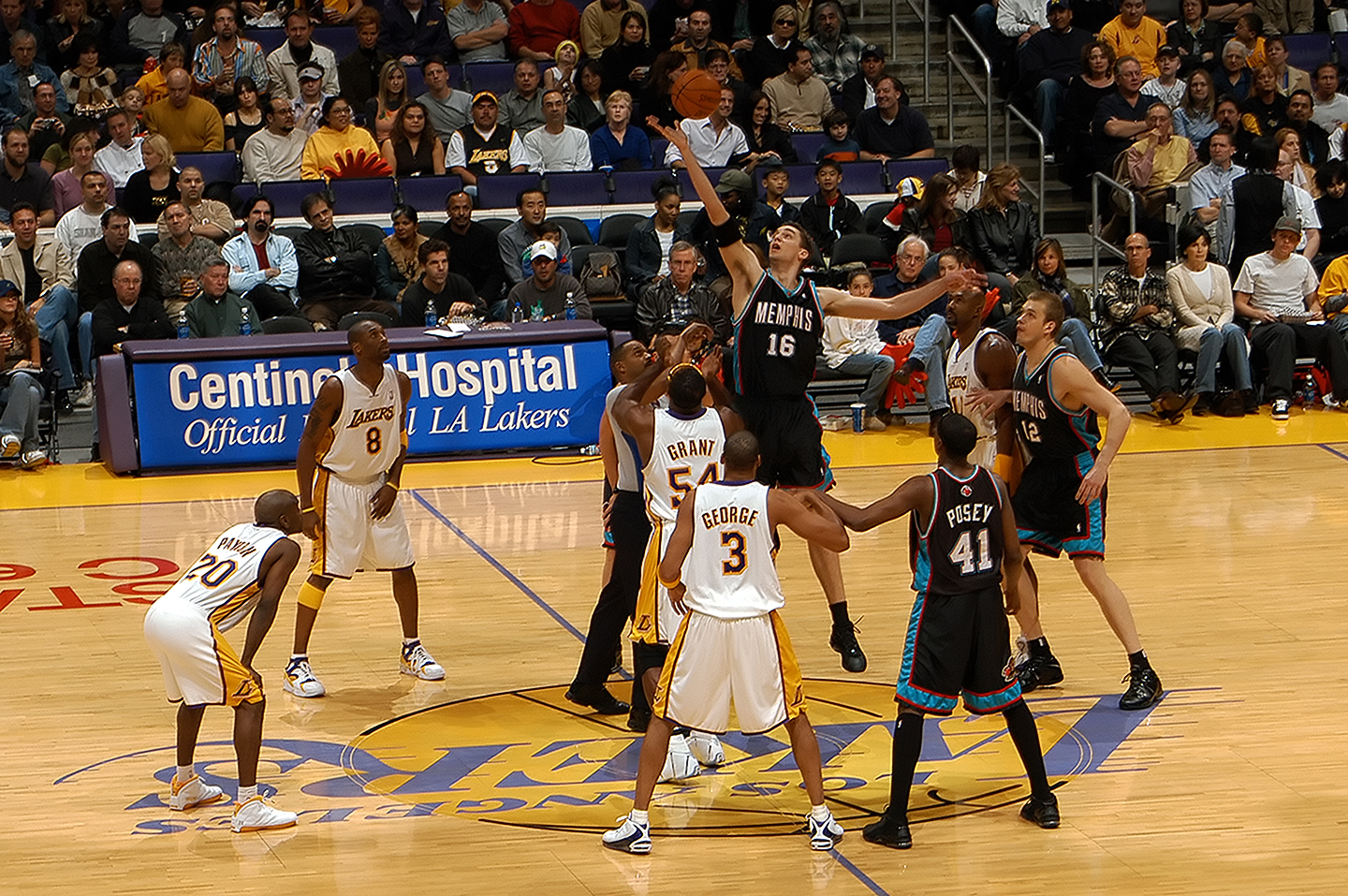
佩顿（左）在湖人队效力期间

### 西雅圖超音速（1990-2003）
佩顿在1990年NBA選秀以第二順位被西雅圖超音速選中，佩顿在12年半NBA生涯跟隨超音速隊比賽，使他成為聯盟中其中一名出色的後衛。1998年及2000年被選為全NBA一隊以及在1995年、1996年、1997年、1999年及2002年選為全NBA二隊以及在1994及2001年被選為NBA三隊。1994年及2002年連續九次被選為NBA防守一隊，1995年贏得NBA最佳防守球員。1997年及1998年以正選球員身份被選入NBA明星隊。他是1996年及2000年夏季奧林匹克運動會美國男子籃球隊金牌成員。
1996年，佩頓在總教練乔治·卡尔帶領下，殺進NBA總決賽，最終以總場數2：4不敵由迈克尔·乔丹帶領的芝加哥公牛，但培頓在G4主動要求上場看管乔丹，也成功幫超音速延長戰線。

### 密爾瓦基公鹿（2003）
2003年2月20日，在NBA球员交易日期截止前，超音速把裴頓和另一位主力队员戴斯蒙·梅森交易到密爾瓦基公鹿，换来对方的主力雷·阿伦和替补后卫凯文·奥利、新秀罗纳德·穆雷，以及一个有限制的2003年的首轮选秀权，这是超音速队36年最大的一桩交易。裴頓為公鹿隊出戰了本季剩餘的28場比賽，場均得到19.6分和7.4次助攻，幫助公鹿打進季後賽。公鹿在季后賽首輪面對東區衛冕冠軍紐澤西籃網，雙方交戰至第六場比賽後，籃網4-2擊敗公鹿取得晉級資格。

### 洛杉磯湖人（2003-2004）
2002-03賽季結束後，裴頓成為完全自由球員，在沙奎爾·奧尼爾的招募下，裴頓與同樣是自由球員的卡爾·馬龍加盟洛杉磯湖人，加上柯比·布萊恩，組成了湖人F4。嘗試贏取NBA總冠軍。在馬龍、奧尼爾和高比·拜仁先後受傷下，湖人隊在常規賽贏得56場比賽。在季後賽，湖人擊敗侯斯頓火箭、聖安東尼奧馬刺隊及明尼蘇達木狼晉身總決賽。不過在總決賽中以1:4不敵底特律活塞。

### 波士頓塞爾提克（2004-2005）
2004-05年球季，湖人隊將披頓及里克·福克斯交易到波士頓塞爾特人，換來了中鋒Chris Mihm、小前鋒Jumaine Jones 及得分後衛Chucky Atkins。佩顿表示對這宗交易相當失望，但最後仍決定效力球隊，成為2004-05年球季塞爾特人隊正選控球後衛。2005年2月24日佩顿交易到亞特蘭大鷹隊，將安東尼·沃克換到塞爾特人隊。鷹隊在交易後將佩顿放棄，一星期後以自由球員身份返回波士頓。佩顿為塞爾特人出賽77場協助贏得大西洋分區冠軍，在季後賽首輪負於印第安納溜馬。

### 邁阿密熱火（2005-2007）
2005年9月22日，他跟邁阿密熱火簽署了一年110萬美元合約。新加盟的球員還有前塞爾特人隊友安東尼·沃克以及前湖人隊友沙奎爾·奧尼爾。佩顿在邁阿密熱火時的場均數據已經遠不如西雅圖超音速時期，但他出色的防守卻不容小覷，讓德克·諾威斯基（Dirk Nowitzki）、傑森·泰瑞（Jason Terry）等達拉斯小牛著名球星無法隨心所欲。2006年NBA生涯首次獲得NBA總冠軍，熱火在NBA總決賽以總場數4-2擊敗了達拉斯小牛。佩顿在其中三場比賽射出致勝的投射。
2007年，宣布退休，NBA生涯總計17球季，平均每場得17分、7助攻、4籃板、2抄截的成績。他生涯累積得分超過2萬分、8千次助攻、5千個籃板和2千次抄截，是目前唯一一位達成這個目標的NBA球員（後期占士亦達成此數據）。

## 退休生涯
2013年9月8日，進入籃球名人堂，在記者會上，他開玩笑說他自己是史上最佳垃圾話球員。

## 球風
佩顿在球員的風格有多處值得留意。他得分排名是第21，助攻次數是第6，不過他的驚人防守能力亦受到注意。他是自米高·佐敦以來第二位後衛贏得NBA最佳防守球員，他總共9次選為NBA防守一隊，平了防守球員最高被入選的記錄。他是NBA生涯抄截第4多的球員。佩顿亦認定位為其中一位防守米高·佐敦出色的球員。他是一個全面型球員。佩顿在後衛防守籃板數字排第五、進攻籃板排第十二，總籃板排第十。
在NBA第十六年，只錯過十一場比賽以及曾經試過連續出賽300場。在這些沒比賽賽事中，很多時是停賽或教練指示。在1990年代，只有卡爾·馬龍的出賽時間較佩顿為多，自1990-91年球季加入NBA後，沒有球員出賽時間較佩顿為多（2005-06年球季止）。體育畫刊雜誌在2003-04年球季稱是35歲以上最佳後衛。

## 垃圾話
佩頓是嘴砲界的箇中好手，這個風格源自於他老爸。
雖然這種副武器常惹出不少爭議（不分敵我，連球迷也噴），甚至使自己在比賽中獲得不少次技術犯規，但也有很多球員認為很享受與「手套」合作，包括沙奎爾·奧尼爾及安东尼·沃克。他亦被認定為球隊的精神領袖。
根據他本人的解釋，他的垃圾話哲學在於激怒對手。當對手忘記籃球是項團隊運動，而傾向個人恩怨時，就是他落入手套的陷阱，走向毀滅的開始。

## 慈善事業與社區服務
披頓付出了不少金錢及時間在社區服務上之。1996年他創辦了加里·佩顿基金 提供安全地方進行娛樂及為奧克蘭無家可歸的青少年提供留校服務。佩顿與他的妻子Monique，舉辦活動認識HIV，佩顿亦花了很多時間及大量經濟支援給予Boys & Girls Club of America及Make-a-Wish Foundation。佩顿亦將邁阿密熱火的門票贈送給無家可歸的兒童。2005年聖誕節，為Voices For Children活動中他送贈玩具反斗城100元購物現金入券給60名兒童。1999年他寫了一本兒童向的自傳名為 Confidence Counts 是"Positively for Kids"系列之一。

## 支持西雅圖籃球發展
自從2008年超音速遷移主場自奧克拉荷馬市並改名為雷霆後，裴頓表示不希望自己的球衣號碼在奧克拉荷馬雷霆退休。而身為90年代超音速的代表性球星，裴頓也表示希望能夠為西雅圖球迷重新帶回一支NBA球隊。
90年代與尚恩·坎普組成NBA破壞力最強大的雙人組合，裴頓雖然待在超音速的十三年間不曾能拿下任何一座冠軍，但兩人鮮明的球風已在當時的聯盟占有一席之地。在2007年卸下球員身分後，裴頓就多次對外表示希望NBA球隊能夠重新回到西雅圖，而近日他也找上了NBA主席蕭華，希望這樣的想法能夠得到他的幫助。
在被問到是否有意願成為西雅圖球隊的老闆之一時，裴頓表示：「是的，我很願意！我一直都希望能夠回到西雅圖，西雅圖也渴望著，那邊是我球員生涯的開端，也是讓我成為名人堂成員的搖籃。」

## 成就/榮譽

### NBA獎項
- NBA總冠軍: 2006年 (邁阿密熱火隊)
- 9次入選NBA全明星隊: 1994年, 1995年, 1996年, 1997年, 1998年, 2000年, 2001年, 2002年, 2003年
- 9次入選NBA最佳陣容:

- NBA一隊: 1998年, 2000年
- NBA二隊: 1995年, 1996年, 1997年, 1999年, 2002年
- NBA三隊: 1994年, 2001年

- NBA防守一隊1994年–2002年（與其他球員平分被選中的記錄）
- NBA最佳防守球員: 1996年（1990年代唯一奪此獎項的後衛）
- NBA全新秀二隊：1991年

### NBA紀錄
- NBA排名 （2006-2007年球季）：

- 得分排第21(21,813)，2007年3月26日超越拉利·布特的21,791分
- 助攻排第8(8,966)
- 排第4 (2,442)

- 唯一NBA球員取得20000分、5000個籃板、8000次助攻、2000次偷球。
- 在1990-91年及2005-06年披頓在聯盟的出賽時間是最多的一位球員，此外總出賽時間及偷球次掛行第二。在助攻次數，僅次於 約翰·史托頓)，在得分排行第三（卡爾·馬龍、沙奎爾·奧尼爾)披頓在總籃板次數，是後衛球員最多。
- 西雅圖超音速紀錄

- 在得分（18,207）、助攻（7,384）、偷球（2,107）、出賽場數（999）、出賽時間（36,858）、外圍投射得分（7,292）、外圍投射次數（15,562）、三分球得分（917）、三分球打射次數（2,855）及大三元（14）排行第一
- 射罰球次數排第2（3,726）
- 籃板（4,240）、投射次數（2,706）及防守籃板（3,043）排第三。

### 其他
- 2面奧林匹克運動會金牌（美國籃球隊）: 1996年奧林匹克運動會（阿特蘭大）及2000年奧林匹克運動會（悉尼）。
- 2003年，被SLAM Magazine為最佳75名NBA球員（第47名）。
- 被ESPN選為NBA十大控球後衛，排名第十。[2]
- 2013年9月8日，進入籃球名人堂。

## NBA生涯數據

### NBA常规賽數據統計
| 賽季     | 球隊           | 出賽 | 先發 | 平均上場時間(分鐘) | 投籃命中率(%) | 三分球命中率(%) | 罰球命中率(%) | 平均籃板 | 平均助攻 | 平均抄截 | 平均阻攻 | 平均得分 |
| -------- | -------------- | ---- | ---- | ------------------ | ------------- | --------------- | ------------- | -------- | -------- | -------- | -------- | -------- |
| 1990–91  | 西雅圖超音速   | 82   | 82   | 27.4               | 45.0          | 7.7             | 71.1          | 3.0      | 6.4      | 2.0      | 0.2      | 7.2      |
| 1991–92  | 西雅圖超音速   | 81   | 79   | 31.5               | 45.1          | 13.0            | 66.9          | 3.6      | 6.2      | 1.8      | 0.3      | 9.4      |
| 1992–93  | 西雅圖超音速   | 82   | 82   | 31.1               | 49.4          | 20.6            | 77.0          | 3.4      | 4.9      | 2.2      | 0.3      | 13.5     |
| 1993–94  | 西雅圖超音速   | 82   | 82   | 35.1               | 50.4          | 27.8            | 59.5          | 3.3      | 6.0      | 2.3      | 0.2      | 16.5     |
| 1994–95  | 西雅圖超音速   | 82   | 82   | 36.8               | 50.9          | 30.2            | 71.6          | 3.4      | 7.1      | 2.5      | 0.2      | 20.6     |
| 1995–96  | 西雅圖超音速   | 81   | 81   | 39.0               | 48.4          | 32.8            | 74.8          | 4.2      | 7.5      | 2.9*     | 0.2      | 19.3     |
| 1996–97  | 西雅圖超音速   | 82   | 82   | 39.2               | 47.6          | 31.3            | 71.5          | 4.6      | 7.1      | 2.4      | 0.2      | 21.8     |
| 1997–98  | 西雅圖超音速   | 82   | 82   | 38.4               | 45.3          | 33.8            | 74.4          | 4.6      | 8.3      | 2.3      | 0.2      | 19.2     |
| 1998–99  | 西雅圖超音速   | 50   | 50   | 40.2               | 43.4          | 29.5            | 72.1          | 4.9      | 8.7      | 2.2      | 0.2      | 21.7     |
| 1999–00  | 西雅圖超音速   | 82   | 82   | 41.8               | 44.8          | 34.0            | 73.5          | 6.5      | 8.9      | 1.9      | 0.2      | 24.2     |
| 2000–01  | 西雅圖超音速   | 79   | 79   | 41.1               | 45.6          | 37.5            | 76.6          | 4.6      | 8.1      | 1.6      | 0.3      | 23.1     |
| 2001–02  | 西雅圖超音速   | 82   | 82   | 40.3               | 46.7          | 31.4            | 79.7          | 4.8      | 9.0      | 1.6      | 0.3      | 22.1     |
| 2002–03  | 西雅圖超音速   | 52   | 52   | 40.8               | 44.8          | 29.8            | 69.2          | 4.8      | 8.8      | 1.8      | 0.2      | 20.8     |
| 2002–03  | 密爾瓦基公鹿   | 28   | 28   | 38.8               | 46.6          | 29.4            | 74.6          | 3.1      | 7.4      | 1.4      | 0.3      | 19.6     |
| 2003–04  | 洛杉磯湖人     | 82   | 82   | 34.5               | 47.1          | 33.3            | 71.4          | 4.2      | 5.5      | 1.2      | 0.2      | 14.6     |
| 2004–05  | 波士頓塞爾提克 | 77   | 77   | 33.0               | 46.8          | 32.6            | 76.1          | 3.1      | 6.1      | 1.1      | 0.2      | 11.3     |
| 2005–06† | 邁阿密熱火     | 81   | 25   | 28.5               | 42.0          | 28.7            | 79.4          | 2.9      | 3.2      | 0.9      | 0.1      | 7.7      |
| 2006–07  | 邁阿密熱火     | 68   | 28   | 22.1               | 39.3          | 26.0            | 66.7          | 1.9      | 3.0      | 0.6      | 0.0      | 5.3      |
| 生涯     |                | 1335 | 1233 | 35.3               | 46.6          | 31.7            | 72.9          | 3.9      | 6.7      | 1.8      | 0.2      | 16.3     |
| 明星賽   |                | 9    | 2    | 20.8               | 43.6          | 27.3            | 100.0         | 3.3      | 8.1      | 2.1      | 0.0      | 9.4      |

### NBA季後賽數據統計
| 季後賽   | 球隊           | 出賽 | 先發 | 平均上場時間(分鐘) | 投籃命中率(%) | 三分球命中率(%) | 罰球命中率(%) | 平均籃板 | 平均助攻 | 平均抄截 | 平均阻攻 | 平均得分 |
| -------- | -------------- | ---- | ---- | ------------------ | ------------- | --------------- | ------------- | -------- | -------- | -------- | -------- | -------- |
| 1990–91  | 西雅圖超音速   | 5    | 5    | 27.0               | 40.7          | 0.0             | 100.0         | 2.6      | 6.4      | 1.6      | 0.2      | 4.8      |
| 1991–92  | 西雅圖超音速   | 8    | 8    | 27.6               | 46.6          | 0.0             | 58.3          | 2.6      | 4.8      | 1.0      | 0.3      | 7.6      |
| 1992–93  | 西雅圖超音速   | 19   | 19   | 31.8               | 44.3          | 16.7            | 67.6          | 3.3      | 3.7      | 1.8      | 0.2      | 12.3     |
| 1993–94  | 西雅圖超音速   | 5    | 5    | 36.2               | 49.3          | 33.3            | 42.1          | 3.4      | 5.6      | 1.6      | 0.4      | 15.8     |
| 1994–95  | 西雅圖超音速   | 4    | 4    | 43.0               | 47.8          | 20.0            | 41.7          | 2.5      | 5.3      | 1.3      | 0.0      | 17.8     |
| 1995–96  | 西雅圖超音速   | 21   | 21   | 43.4               | 48.5          | 41.0            | 63.3          | 5.1      | 6.8      | 1.8      | 0.3      | 20.7     |
| 1996–97  | 西雅圖超音速   | 12   | 12   | 45.5               | 41.2          | 33.3            | 82.0          | 5.4      | 8.7      | 2.2      | 0.3      | 23.8     |
| 1997–98  | 西雅圖超音速   | 10   | 10   | 42.8               | 47.5          | 38.0            | 94.0          | 3.4      | 7.0      | 1.8      | 0.1      | 24.0     |
| 1999–00  | 西雅圖超音速   | 5    | 5    | 44.2               | 44.2          | 39.1            | 76.9          | 7.6      | 7.4      | 1.8      | 0.2      | 25.8     |
| 2001–02  | 西雅圖超音速   | 5    | 5    | 41.4               | 42.5          | 26.7            | 58.6          | 8.6      | 5.8      | 0.6      | 0.4      | 22.2     |
| 2002–03  | 密爾瓦基公鹿   | 6    | 6    | 41.8               | 42.9          | 6.7             | 70.0          | 3.0      | 8.7      | 1.3      | 0.2      | 18.5     |
| 2003–04  | 洛杉磯湖人     | 22   | 22   | 35.1               | 36.6          | 25.0            | 75.0          | 3.3      | 5.3      | 1.0      | 0.2      | 7.8      |
| 2004–05  | 波士頓塞爾提克 | 7    | 7    | 34.1               | 44.6          | 7.1             | 83.3          | 4.1      | 4.6      | 0.9      | 0.1      | 10.3     |
| 2005–06† | 邁阿密熱火     | 23   | 0    | 24.3               | 42.2          | 29.3            | 72.0          | 1.7      | 1.6      | 1.0      | 0.1      | 5.8      |
| 2006–07  | 邁阿密熱火     | 2    | 0    | 16.0               | 0.0           | 0.0             | –             | 2.0      | 1.5      | 0.0      | 0.0      | 0.0      |
| 生涯     |                | 154  | 129  | 35.6               | 44.1          | 31.5            | 70.6          | 3.7      | 5.3      | 1.4      | 0.2      | 14.0     |

## 其他相關資訊
在2005年，佩顿被《運動新聞》（The Sporting News）雜誌評選為「近25年來，大學最佳得分控衛」。
佩顿同時也是NikeFun Police的成員之一，這是個集合眾NBA明星球員所進行的一系列商業活動，例如為鄰近地區的小孩帶來歡樂。